# 밀양 아랑각
밀양 아랑각(密陽 阿娘閣)은 대한민국 경상남도 밀양시 내일동에 있는 사당이다.
1983년 7월 20일 경상남도의 문화재자료 제26호 아랑각으로 지정되었다가, 2018년 12월 20일 현재의 명칭으로 변경되었다.

## 개요
아랑각은 조선 명종(재위 1545∼1567) 때 미모가 뛰어난 밀양부사의 외동딸 윤동옥의 정절을 기리기 위해 지은 사당이다.
윤동옥은 유모의 꾀임에 빠져 영남루에 달구경을 갔다가 통인 주기에게 정조를 강요당하게 되자, 스스로 목숨을 끊어 정절을 지켰다고 한다.
이 지방 사람들은 아랑의 넋을 위로하고 뭇여성의 본보기로 삼고자 해마다 4월 16일에 제사를 지내고 있다.

## 참고 자료
- 아랑각 - 국가유산청 국가유산포털